# Чемпіонат УСРР з футболу 1927
Чемпіонат УСРР з футболу 1927 — п'ятий розіграш першості УСРР з футболу, який відбувся в рамках 3-ї (4-ї) Всеукраїнської Спартакіади, яка розпочалася в лютому 1927 року із зимових видів спорту. Влітку у футбольному турнірі взяла участь 41 команда. Чемпіоном УСРР уп'яте стала збірна Харкова.

## Передумови
Характерною відмінністю першості УСРР з футболу 1927 року була децентралізація змагань (як і всієї Спартакіади). Відтак, першість розпочалася в округах і завершилася фіналом в Харкові.
Для подведения итогов нашим достижениям в области физкультуры и проверки массового втягивания в физкультуру мы устраиваем физкультурный праздник — 3-ю Спартакиаду. …Отличие Спартакиады 1927 года от устраивавшейся Спартакиады 1924 г. заключается в том, что мы в нынешнюю Спартакиаду проводим глубокую децентрализацию: проведение соревнований по отдельным видам спорта возложено на отдельные центры Украины. Так, напр., баскетбол — Одесса, тяжёлая атлетика и фехтование — в Киеве, зимний спорт — в Харькове, водный спорт — в Николаеве, лаунтеннис — в Киеве, л. атлетика, стрельба, мото-вело — в Харькове, футбол и гандбол — между всеми округами порайонно и лишь финалы первого в Харькове и второго в Днепропетровске. 
Згідно із затвердженим Календарем розыгрыша футбольных и гандбольных матчей Всеукраинской Спартакиады, в змаганнях за олімпійською системою мали взяти участь команди усіх 41-ї округи УСРР. Перше коло за участі 18 команд мало відбутися 12 червня, 1/16 фіналу (9 переможців першого кола + 23 команди) — 26 червня, 1/8 фіналу — 10 липня, 1/4 фіналу — 24 липня. Півфінали та фінал футбольної першості також за олімпійською системою мали відбутися у Харкові.
Розыгрыш Первенства Украины по футболу представлял особый интерес и прошел с выдающимся успехом. Всего в предварительных матчах, разыгранных по олимпийской системе принимало участие 41 округ (100 % явки).
У змаганнях взяли участь представники усіх округ тогочасної УСРР, при цьому Артемівську округу представляла команда Дружківки, а Луганську округу — Кадіївки.

## Перше коло
Кожен відбірковий раунд складався з одного матча, господарі були визначені заздалегідь (у парах вказані першими), порядок пар та базові дати вказано згідно з Календарем (якщо з тогочасної преси не відомі точні дати матчів).
| Дата           | Команда 1           | Рахунок          | Команда 2    |
| -------------- | ------------------- | ---------------- | ------------ |
| 12 червня 1927 | Кам'янець-Подільськ | В: П (?:?)       | Проскурів    |
| 12 червня 1927 | Коростень           | 1:2 (?:?)        | Шепетівка    |
| 12 червня 1927 | Вінниця             | 5:1 (?:?)        | Могилів      |
| 12 червня 1927 | Первомайськ         | 5:1 (?:?)        | Балта        |
| 12 червня 1927 | Житомир             | 2:3 (?:?)        | Бердичів     |
| 12 червня 1927 | Ніжин               | 5:3 (?:?)        | Прилуки      |
| 12 червня 1927 | Лубни               | 0:0 (анульовано) | Ромни        |
| ? червня 1927  | Лубни               | В: П (?:?)       | Ромни        |
| 12 червня 1927 | Миколаїв            | 4:0 (3:0)        | Херсон       |
| 12 червня 1927 | Кадіївка            | 3:0 (?:0)        | Старобільськ |

## 1/16 фіналу
Сезон 1927 року був відмічений першою футбольною трагедією в Україні. Готуючись до матчів 1/16 фіналу, сталінці та миколаївці 25, 26 червня проводили у Сталіні товариські матчі. Під час другої гри в кінці першого тайму прорив лівого інсайда сталінців Суркова завершується нещасним випадком: голкіпер Миколаєва та збірної УСРР Федір Димов падає на м'яч в ноги нападнику і від удару ноги останнього вибуває з гри. Травма виявилася смертельною:
9 июля на 22-м году жизни умер Федя Дымов, популярнейший на Украине футболист-вратарь. …Жизнерадостный, отзывчивый, мягкий по натуре, крепкого здоровья, Федя, играя за сборную Николаева в течение ряда последних лет, против лучших команд Украины и РСФСР, был выбран за свою выдающуюся классную игру в сборную команду Украины. Несчастная случайность во время игры со Сталинцами послужила причиной смерти т. Дымова. …Пусть же нелепый случай, унесший его в могилу, послужит новым и последним напоминанием нашим СФК о необходимости с корнем вырвать из совфизкультуры ещё имеющиеся налицо грубость и дикость, ведущие к таким трагическим результатам.
| Дата           | Команда 1       | Рахунок                | Команда 2           |
| -------------- | --------------- | ---------------------- | ------------------- |
| 26 червня 1927 | Київ            | В: П (?:?)             | Чернігів            |
| 26 червня 1927 | Умань           | 1:3 (?:?)              | Тульчин             |
| 26 червня 1927 | Полтава         | 4:0 (?:0)              | Кременчук           |
| 26 червня 1927 | Конотоп         | 2:1 (?:?)              | Глухів              |
| 26 червня 1927 | Дніпропетровськ | 5:1 (?:?) (анульовано) | Кривий Ріг          |
| ? червня 1927  | Дніпропетровськ | 4:0 (?:0)              | Кривий Ріг          |
| 26 червня 1927 | Запоріжжя       | 3:2 (?:?)              | Мелітополь          |
| 26 червня 1927 | Ізюм            | 4:2 (?:?)              | Куп'янськ           |
| 10 липня 1927  | Сталін          | 4:1 (4:0)              | Маріуполь           |
| 26 червня 1927 | Біла Церква     | 0:1 (0:?)              | Черкаси             |
| 26 червня 1927 | Вінниця         | 1:0 (?:0)              | Кам'янець-Подільськ |
| 26 червня 1927 | Бердичів        | 6:1 (?:?)              | Шепетівка           |
| 17 липня 1927  | Одеса           | 7:1 (?:?)              | Первомайськ         |
| 10 липня 1927  | Миколаїв        | 8:0 (?:0)              | Зінов'євськ         |
| 26 червня 1927 | Дружківка       | 0:2 (0:?)              | Кадіївка            |
| 26 червня 1927 | Харків          | 8:0 (?:0)              | Суми                |
| 26 червня 1927 | Лубни           | -:+ (неявка)           | Ніжин               |

## 1/8 фіналу
| Дата          | Команда 1       | Рахунок                | Команда 2 |
| ------------- | --------------- | ---------------------- | --------- |
| 24 липня 1927 | Одеса           | 19:0 (?:0)             | Тульчин   |
| 10 липня 1927 | Харків          | 9:0 (?:0)              | Конотоп   |
| 24 липня 1927 | Миколаїв        | 2:0 (1:0)              | Полтава   |
| 10 липня 1927 | Дніпропетровськ | +:- (неявка)           | Запоріжжя |
| 10 липня 1927 | Кадіївка        | 8:0 (?:0)              | Ніжин     |
| 24 липня 1927 | Київ            | 4:1 (0:1)              | Черкаси   |
| 10 липня 1927 | Бердичів        | 0:1 (0:?)              | Вінниця   |
| 24 липня 1927 | Сталін          | 5:3 (0:2) (анульовано) | Ізюм      |
| ? липня 1927  | Ізюм            | 0:5 (0:?)              | Сталін    |

## 1/4 фіналу
Згідно Календаря чвертьфінальні пари мусили мати наступний вигляд: А) Одеса — Вінниця на полі Одеси;
Б) Сталін — Харків на полі Сталіна;
В) Кадіївка — Миколаїв на полі Харкова;
Г) Київ — Дніпропетровськ на полі Києва.
З огляду на те, що футболісти Кадіївки (з Донбасу) мали їхати на матч з Миколаєвом до Харкова у той час, коли Харків мав їхати на матч зі Сталіном у Донбас — було прийнято рішення щодо зміни чвертьфінальних пар, які набули наступного вигляду:
| Дата           | Команда 1 | Рахунок   | Команда 2       |
| -------------- | --------- | --------- | --------------- |
| 7 серпня 1927  | Одеса     | 2:0 (?:0) | Вінниця         |
| 7 серпня 1927  | Сталін    | 2:1 (2:0) | Кадіївка        |
| 7 серпня 1927  | Харків    | 2:3 (1:1) | Миколаїв        |
| 18 серпня 1927 | Київ      | 1:3 (?:?) | Дніпропетровськ |

Усі чотири команди зі змінених пар були допущені до фінальної частини Першості УРСР, порядок розіграшу якої також було змінено з олімпійської системи на колову за очками.

## Фінальний турнір
Фінальний турнір пройшов у Харкові з 20 по 31 серпня за коловим принципом.
| Дата           | Команда 1       | Рахунок                | Команда 2       |
| -------------- | --------------- | ---------------------- | --------------- |
| 20 серпня 1927 | Одеса           | 4:1 (1:1)              | Сталін          |
| 20 серпня 1927 | Миколаїв        | 5:3 (2:1)              | Дніпропетровськ |
| ? серпня 1927  | Харків          | 4:0 (?:0)              | Кадіївка        |
| 21 серпня 1927 | Миколаїв        | 2:0 (?:0)              | Сталін          |
| ? серпня 1927  | Харків          | 4:2 (?:?)              | Дніпропетровськ |
| ? серпня 1927  | Одеса           | 3:1 (?:?)              | Кадіївка        |
| 23 серпня 1927 | Сталін          | 0:1 (0:?) (анульовано) | Кадіївка        |
| 24 серпня 1927 | Харків          | 10:2 (?:?)             | Миколаїв        |
| ? серпня 1927  | Одеса           | 4:0 (?:0)              | Дніпропетровськ |
| ? серпня 1927  | Дніпропетровськ | 4:3 (?:?)              | Кадіївка        |
| 28 серпня 1927 | Миколаїв        | 2:1 (?:?)              | Одеса           |
| 29 серпня 1927 | Харків          | 5:0 (?:0)              | Сталін          |
| ? серпня 1927  | Дніпропетровськ | 4:1 (?:?)              | Сталін          |
| 30 серпня 1927 | Миколаїв        | 3:0 (?:0)              | Кадіївка        |
| 31 серпня 1927 | Харків          | 1:1 (?:?)              | Одеса           |
| 31 серпня 1927 | Сталін          | 0:0                    | Кадіївка        |

Всего с 19 до 31 августа было проведено 15 матчей привлекших к себе внимание всего спортивного мира Украины. Все команды выставили свои лучшие силы и поэтому розыгрыш представлял собой большой интерес в спортивно-техническом отношении. …Если команды Николаева, Одессы и Харькова обладают уже достаточно установившейся техникой и тактикой игры, то молодые коллективы Днепропетровска, Луганска и Сталина прогрессировали с каждым матчем. …Вообще же необходимо отметить общее повышение класса игры по сравнению с 1924 годом.
Склад Збірної Харкова: Кравченко, Кладько, К. Фомін, Семенов, В. Фомін, Привалов, Лесной, Кротов, Андреєв, Міщенко, Шпаковський, Губарєв, Сорокін, М. Фомін, Бем, Казаков, Ус, Натаров.

## Підсумкова таблиця
| М | Команда         | І | В | Н | П | РМ    | О |
| - | --------------- | - | - | - | - | ----- | - |
|   | Харків          | 5 | 4 | 1 | 0 | 24−5  | 9 |
|   | Миколаїв        | 5 | 4 | 0 | 1 | 14−14 | 8 |
|   | Одеса           | 5 | 3 | 1 | 1 | 13−5  | 7 |
| 4 | Дніпропетровськ | 5 | 2 | 0 | 3 | 13−17 | 4 |
| 5 | Кадіївка        | 5 | 0 | 1 | 4 | 4−14  | 1 |
| 5 | Сталін          | 5 | 0 | 1 | 4 | 2−15  | 1 |

Общее первенство выиграл Харьков, 2-е место занял Николаев, 3-е Одесса, 4-е — Днепропетровск, 5-е и 6-е поделили Луганск и Сталино. Лишь благодаря принятому принципу розыгрыша по очковой системе удалось свести до минимума случайность результата.

### Загальна класифікація
| М  | Команда             | І | В | Н | П | РМ    | О  |
| -- | ------------------- | - | - | - | - | ----- | -- |
|    | Харків              | 8 | 6 | 1 | 1 | 43−8  | 13 |
|    | Миколаїв            | 9 | 8 | 0 | 1 | 31−16 | 16 |
|    | Одеса               | 8 | 6 | 1 | 1 | 41−6  | 13 |
| 4  | Дніпропетровськ     | 7 | 4 | 0 | 3 | 20−18 | 8  |
| 5  | Кадіївка            | 9 | 3 | 1 | 5 | 18−16 | 7  |
| 5  | Сталін              | 8 | 3 | 1 | 4 | 13−17 | 7  |
| 7  | Вінниця             | 4 | 3 | 0 | 1 | 7−3   | 6  |
| 7  | Київ                | 3 | 2 | 0 | 1 | 5−4   | 4  |
| 9  | Бердичів            | 3 | 2 | 0 | 1 | 9−4   | 4  |
| 9  | Полтава             | 2 | 1 | 0 | 1 | 4−2   | 2  |
| 9  | Запоріжжя           | 1 | 1 | 0 | 0 | 3−2   | 2  |
| 9  | Черкаси             | 2 | 1 | 0 | 1 | 2−4   | 2  |
| 9  | Ізюм                | 2 | 1 | 0 | 1 | 4−7   | 2  |
| 9  | Ніжин               | 2 | 1 | 0 | 1 | 5−11  | 2  |
| 9  | Конотоп             | 2 | 1 | 0 | 1 | 2−10  | 2  |
| 9  | Тульчин             | 2 | 1 | 0 | 1 | 3−20  | 2  |
| 17 | Кам'янець-Подільськ | 2 | 1 | 0 | 1 | 0−1   | 2  |
| 17 | Первомайськ         | 2 | 1 | 0 | 1 | 6−8   | 2  |
| 17 | Шепетівка           | 2 | 1 | 0 | 1 | 3−7   | 2  |
| 17 | Лубни               | 1 | 1 | 0 | 0 | ?−?   | 2  |
| 17 | Мелітополь          | 1 | 0 | 0 | 1 | 2−3   | 0  |
| 17 | Глухів              | 1 | 0 | 0 | 1 | 1−2   | 0  |
| 17 | Біла Церква         | 1 | 0 | 0 | 1 | 0−1   | 0  |
| 17 | Куп'янськ           | 1 | 0 | 0 | 1 | 2−4   | 0  |
| 17 | Умань               | 1 | 0 | 0 | 1 | 1−3   | 0  |
| 17 | Дружківка           | 1 | 0 | 0 | 1 | 0−2   | 0  |
| 17 | Маріуполь           | 1 | 0 | 0 | 1 | 1−4   | 0  |
| 17 | Кременчук           | 1 | 0 | 0 | 1 | 0−4   | 0  |
| 17 | Кривий Ріг          | 1 | 0 | 0 | 1 | 0−4   | 0  |
| 17 | Зінов'євськ         | 1 | 0 | 0 | 1 | 0−8   | 0  |
| 17 | Суми                | 1 | 0 | 0 | 1 | 0−8   | 0  |
| 17 | Чернігів            | 1 | 0 | 0 | 1 | ?−?   | 0  |
| 33 | Житомир             | 1 | 0 | 0 | 1 | 2−3   | 0  |
| 33 | Коростень           | 1 | 0 | 0 | 1 | 1−2   | 0  |
| 33 | Прилуки             | 1 | 0 | 0 | 1 | 3−5   | 0  |
| 33 | Старобільськ        | 1 | 0 | 0 | 1 | 0−3   | 0  |
| 33 | Могилів             | 1 | 0 | 0 | 1 | 1−5   | 0  |
| 33 | Балта               | 1 | 0 | 0 | 1 | 1−5   | 0  |
| 33 | Херсон              | 1 | 0 | 0 | 1 | 0−4   | 0  |
| 33 | Проскурів           | 1 | 0 | 0 | 1 | ?−?   | 0  |
| 33 | Ромни               | 1 | 0 | 0 | 1 | ?−?   | 0  |